# Nephodia subpallida
Nephodia subpallida là một loài bướm đêm trong họ Geometridae.